# Acaenomolgus protulae
Acaenomolgus protulae is een eenoogkreeftjessoort uit de familie van de Sabelliphilidae. De wetenschappelijke naam van de soort is voor het eerst geldig gepubliceerd in 1959 door Stock.